# Ella Fitzgerald Sings the Johnny Mercer Songbook
Ella Fitzgerald Sings the Johnny Mercer Songbook (с англ. — «Элла Фицджеральд исполняет песни Джонни Мёрсера») — тридцать второй студийный альбом американской джазовой певицы Эллы Фицджеральд, выпущенный на лейбле Verve Records в 1964 году под студийным номером Verve V6-4067. Пластинка входит в цикл «песенников» Фицджеральд — альбомов, посвящённых творчеству конкретного композитора или поэта, в данном случае Джонни Мёрсера. Во время записи Ella Fitzgerald Sings the Johnny Mercer Songbook певице аккомпанировал оркестр под управлением Нельсона Риддла.
В 1984 году Verve перевыпустила запись в формате CD со студийным номером Verve-PolyGram 823 247-2.

## Список композиций
Все тексты написаны Джонни Мёрсером.
| №                   | Название                      | Музыка              | Длительность |
| ------------------- | ----------------------------- | ------------------- | ------------ |
| 1.                  | «Too Marvelous for Words»     | Ричард Уайтинг      | 2:31         |
| 2.                  | «Early Autumn»                | Ральф Бёрнс         | 3:51         |
| 3.                  | «Day In, Day Out»             | Руби Блум           | 2:49         |
| 4.                  | «Laura»                       | Дэвид Раксин        | 3:43         |
| 5.                  | «This Time the Dream’s on Me» | Гарольд Арлен       | 2:54         |
| 6.                  | «Skylark»                     | Хоги Кармайкл       | 3:12         |
| 7.                  | «Single-O»                    | Дональд Кан         | 3:19         |
| Общая длительность: | Общая длительность:           | Общая длительность: | 22:19        |

| №                   | Название                   | Музыка                         | Длительность |
| ------------------- | -------------------------- | ------------------------------ | ------------ |
| 8.                  | «Something’s Gotta Give»   | Джонни Мёрсер                  | 2:33         |
| 9.                  | «Trav’lin’ Light»          | Джимми Манди, Трамми Янг       | 3:47         |
| 10.                 | «Midnight Sun»             | Лайонел Хэмптон, Сонни Бёрк    | 4:55         |
| 11.                 | «Dream»                    | Джонни Мёрсер                  | 2:58         |
| 12.                 | «I Remember You»           | Виктор Шерцингер               | 3:38         |
| 13.                 | «When a Woman Loves a Man» | Гордон Дженкинс, Берни Ханиген | 3:51         |
| Общая длительность: | Общая длительность:        | Общая длительность:            | 21:42        |

## Участники записи
- Элла Фицджеральд — вокал.
- Нельсон Риддл — аранжировки, дирижирование.
- Пол Смит — фортепиано.
- Плас Джонсон, Вилли Смит — саксофон.
- Бадди Дефранко — кларнет.
- Фрэнк Флинн — вибрафон.